# 南北战争主要会战
美国内战的会战（英語：campaigns of the American Civil War）可以按照不同方式分类。美国陆军纹章研究所（U.S. Army Institute of Heraldry）认定了25场战役，用于制作军旗上的战役饰带，这些饰带象征着部队参与了历史上的战斗或战役。（另一种分类方式来自于负责维护内战战场和其他历史遗址的国家公园管理局。该分类比陆军纹章研究所的版本更为详细和包容，尤其是在东部战场与西部战场之外的战役方面。
内战战役饰带由蓝色与灰色平均分割构成。获得美利坚联盟国陆军战役荣誉的部队（仅适用于某些来自南方州的现役国民警卫队部队）使用相同的饰带，但颜色顺序相反。蓝色代表联邦军（北军）服役，灰色代表南军。两色并列象征着内战后国家的统一。

## 列表
| 战役名称         | 战役日期                     |
| ---------------- | ---------------------------- |
| 萨姆特           | 1861年4月12日－13日          |
| 第一次牛奔河     | 1861年7月16日－22日          |
| 亨利与多纳尔森   | 1862年2月6日－16日           |
| 密西西比河       | 1862年2月6日－1863年7月9日   |
| 半岛会战         | 1862年3月17日－8月3日        |
| 夏洛会战         | 1862年4月6日－7日            |
| 河谷會戰         | 1862年5月15日－6月17日       |
| 第二次牛奔河     | 1862年8月7日－9月2日         |
| 马里兰           | 1862年9月3日－17日           |
| 弗雷德里克斯堡   | 1862年11月9日－12月15日      |
| 默弗里斯伯勒     | 1862年12月26日－1863年1月4日 |
| 钱斯勒斯维尔     | 1863年4月27日－5月3日        |
| 葛底斯堡         | 1863年6月29日－7月3日        |
| 维克斯堡         | 1863年3月29日－7月4日        |
| 奇卡莫加         | 1863年8月16日－9月22日       |
| 查塔努加         | 1863年11月23日－27日         |
| 荒原             | 1864年5月4日－7日            |
| 亚特兰大         | 1864年5月7日－9月2日         |
| 斯波茨维尔维尼亚 | 1864年5月8日－21日           |
| 冷港             | 1864年5月22日－6月3日        |
| 彼得斯堡         | 1864年6月4日－1865年4月2日   |
| 谢南多亚         | 1864年8月7日－11月28日       |
| 富兰克林         | 1864年11月17日－30日         |
| 纳什维尔         | 1864年12月1日－16日          |
| 阿波马托克斯     | 1865年4月3日－9日            |